# André Delcroix
André Delcroix (ur. 20 września 1953 w Hoogstraten) – belgijski kolarz szosowy startujący wśród zawodowców w latach 1974–1978, zwycięzca Tour de Pologne.

## Najważniejsze zwycięstwa
- 1974 - Tour de Pologne
- 1976 - etap w GP Franco-Belge